# Moky Makura
Moky Makura é uma autora, jornalista, actriz e empresária nigeriana que actua como directora executiva da Africa No Filter, uma organização que visa induzir mudanças em África através da mídia de massa.
Makura nasceu na Nigéria e formou-se em política, economia e direito pela Universidade de Buckingham. Em 1998 ela mudou-se para a África do Sul, e em 1999 iniciou a sua própria empresa de consultoria. Ela foi Directora Adjunta de Comunicações para a África na Fundação Bill & Melinda Gates, e desde 2017 a representante da Fundação na África do Sul.
Na África do Sul ela também actuou na televisão, principalmente na série dramática Jacob's Cross.